# België op de Olympische Zomerspelen 2020
België nam deel aan de Olympische Zomerspelen 2020 die in 2021 werden gehouden in Tokio, Japan. De chef de mission van de Belgische olympische ploeg was Olav Spahl. In totaal waren er honderdtweeëntwintig atleten geselecteerd om België te vertegenwoordigen. Dit was de grootste Belgische delegatie sedert Helsinki 1952. België won tijdens deze editie zeven medailles, drie keer goud, één keer zilver en drie keer brons en eindigde zo op een negenentwintigste plaats. Het was de beste Belgische prestatie op de Olympische Spelen sinds Parijs 1924.

## Medailleoverzicht
| Medaille | Naam                                       | Sport       | Onderdeel        | Datum      |
| -------- | ------------------------------------------ | ----------- | ---------------- | ---------- |
| Goud     | Nina Derwael                               | Turnen      | brug (v)         | 1 augustus |
| Goud     | Red Lions                                  | Hockey      | mannen           | 5 augustus |
| Goud     | Nafissatou Thiam                           | Atletiek    | zevenkamp (v)    | 5 augustus |
|          |                                            |             |                  |            |
| Zilver   | Wout van Aert                              | Wielersport | wegwedstrijd (m) | 24 juli    |
|          |                                            |             |                  |            |
| Brons    | Matthias Casse                             | Judo        | -81 kg (m)       | 27 juli    |
| Brons    | Pieter Devos Jérôme Guery Grégory Wathelet | Jumping     | jumping (team)   | 7 augustus |
| Brons    | Bashir Abdi                                | Atletiek    | marathon (m)     | 8 augustus |

## Aantal atleten
Hieronder volgt een overzicht van de atleten die zich plaatsten voor deelname aan de Olympische Zomerspelen 2020. De Belgische delegatie telde 122 atleten, waarvan 67 mannen en 55 vrouwen.
| Sport         | Mannen | Vrouwen | Totaal |
| ------------- | ------ | ------- | ------ |
| Atletiek      | 16     | 13      | 29     |
| Badminton     | 0      | 1       | 1      |
| Basketbal     | 4      | 12      | 16     |
| Boogschieten  | 1      | 0       | 1      |
| Gewichtheffen | 0      | 2       | 2      |
| Golf          | 2      | 1       | 3      |
| Hockey        | 19     | 0       | 16     |
| Judo          | 3      | 1       | 4      |
| Kanovaren     | 2      | 2       | 4      |
| Paardensport  | 4      | 3       | 7      |
| Roeien        | 2      | 0       | 2      |
| Schietsport   | 0      | 1       | 1      |
| Skateboarden  | 1      | 1       | 2      |
| Taekwondo     | 1      | 0       | 1      |
| Tennis        | 3      | 2       | 5      |
| Triatlon      | 2      | 2       | 4      |
| Turnen        | 0      | 4       | 4      |
| Wielersport   | 8      | 6       | 14     |
| Zeilen        | 1      | 3       | 4      |
| Zwemmen       | 1      | 1       | 2      |
| totaal        | 67     | 55      | 122    |

## Deelnemers en resultaten

### Atletiek
Mannen
Loopnummers
| atleet                                                                    | onderdeel    | series   | series | kwartfinale | kwartfinale | halve finale   | halve finale   | finale         | finale         |
| atleet                                                                    | onderdeel    | tijd     | rang   | tijd        | rang        | tijd           | rang           | tijd           | rang           |
| ------------------------------------------------------------------------- | ------------ | -------- | ------ | ----------- | ----------- | -------------- | -------------- | -------------- | -------------- |
| Robin Vanderbemden                                                        | 200 m        | 20,70 s  | 3 Q    | n.v.t.      | n.v.t.      | 21,00 s        | 7              | niet geplaatst | niet geplaatst |
| Kevin Borlée                                                              | 400 m        | 45,36 s  | 2 Q    | n.v.t.      | n.v.t.      | DNS            | DNS            | niet geplaatst | niet geplaatst |
| Jonathan Sacoor                                                           | 400 m        | 45,41 s  | 3 Q    | n.v.t.      | n.v.t.      | 45,88 s        | 8              | niet geplaatst | niet geplaatst |
| Eliott Crestan                                                            | 800 m        | 1.46,19  | 2 Q    | n.v.t.      | n.v.t.      | 1.44,48        | 4              | niet geplaatst | niet geplaatst |
| Ismael Debjani                                                            | 1500 m       | 3.36,00  | 1 Q    | n.v.t.      | n.v.t.      | 3.42,18        | 11             | niet geplaatst | niet geplaatst |
| Robin Hendrix                                                             | 5000 m       | 13.58,37 | 16     | n.v.t.      | n.v.t.      | n.v.t.         | n.v.t.         | niet geplaatst | niet geplaatst |
| Isaac Kimeli                                                              | 5000 m       | 13.57,36 | 17     | n.v.t.      | n.v.t.      | n.v.t.         | n.v.t.         | niet geplaatst | niet geplaatst |
| Isaac Kimeli                                                              | 10.000 m     | n.v.t.   | n.v.t. | n.v.t.      | n.v.t.      | n.v.t.         | n.v.t.         | 28.31,91       | 16             |
| Michael Obasuyi                                                           | 110 m horden | 13,56 s  | 6      | n.v.t.      | n.v.t.      | niet geplaatst | niet geplaatst | niet geplaatst | niet geplaatst |
| Bashir Abdi                                                               | marathon     | n.v.t.   | n.v.t. | n.v.t.      | n.v.t.      | n.v.t.         | n.v.t.         | 2:10.00        | Brons          |
| Koen Naert                                                                | marathon     | n.v.t.   | n.v.t. | n.v.t.      | n.v.t.      | n.v.t.         | n.v.t.         | 2:12.13        | 10             |
| Dieter Kersten                                                            | marathon     | n.v.t.   | n.v.t. | n.v.t.      | n.v.t.      | n.v.t.         | n.v.t.         | 2:22.06        | 58             |
| Dylan Borlée Jonathan Borlée* Kevin Borlée Alexander Doom Jonathan Sacoor | 4x400 m      | 2.59,37  | 3 Q    | n.v.t.      | n.v.t.      | n.v.t.         | n.v.t.         | 2:57.88 NR     | 4              |

- liep niet mee in de finale

Technische nummers
| atleet       | onderdeel            | kwalificaties | kwalificaties | finale         | finale         |
| atleet       | onderdeel            | afstand       | rang          | afstand        | rang           |
| ------------ | -------------------- | ------------- | ------------- | -------------- | -------------- |
| Ben Broeders | polsstokhoogspringen | 5,65 m        | 18            | niet geplaatst | niet geplaatst |

Meerkamp
| atleet                  | onderdeel | onderdeel | 100 m   | vs | ks                                                       | hs                                                       | 400 m                                                    | 110 h                                                    | dw                                                       | ph                                                       | sw                                                       | 1500 m                                                   | totaal                                                   | rang                                                     |
| ----------------------- | --------- | --------- | ------- | -- | -------------------------------------------------------- | -------------------------------------------------------- | -------------------------------------------------------- | -------------------------------------------------------- | -------------------------------------------------------- | -------------------------------------------------------- | -------------------------------------------------------- | -------------------------------------------------------- | -------------------------------------------------------- | -------------------------------------------------------- |
| Thomas Van Der Plaetsen | tienkamp  | res.      | 11,05 s | 0  | Heeft moeten opgeven na blessure tijdens het verspringen | Heeft moeten opgeven na blessure tijdens het verspringen | Heeft moeten opgeven na blessure tijdens het verspringen | Heeft moeten opgeven na blessure tijdens het verspringen | Heeft moeten opgeven na blessure tijdens het verspringen | Heeft moeten opgeven na blessure tijdens het verspringen | Heeft moeten opgeven na blessure tijdens het verspringen | Heeft moeten opgeven na blessure tijdens het verspringen | Heeft moeten opgeven na blessure tijdens het verspringen | Heeft moeten opgeven na blessure tijdens het verspringen |
| Thomas Van Der Plaetsen | tienkamp  | pnt.      | 850     | 0  | Heeft moeten opgeven na blessure tijdens het verspringen | Heeft moeten opgeven na blessure tijdens het verspringen | Heeft moeten opgeven na blessure tijdens het verspringen | Heeft moeten opgeven na blessure tijdens het verspringen | Heeft moeten opgeven na blessure tijdens het verspringen | Heeft moeten opgeven na blessure tijdens het verspringen | Heeft moeten opgeven na blessure tijdens het verspringen | Heeft moeten opgeven na blessure tijdens het verspringen | Heeft moeten opgeven na blessure tijdens het verspringen | Heeft moeten opgeven na blessure tijdens het verspringen |

Vrouwen
Loopnummers
| atlete                                                          | onderdeel    | series     | series | kwartfinale | halve finale   | halve finale   | finale         | finale         |
| atlete                                                          | onderdeel    | tijd       | rang   | tijd        | tijd           | rang           | tijd           | rang           |
| --------------------------------------------------------------- | ------------ | ---------- | ------ | ----------- | -------------- | -------------- | -------------- | -------------- |
| Imke Vervaet                                                    | 200 m        | 23,05 s    | 4 q    | n.v.t.      | 23,31 s        | 7              | niet geplaatst | niet geplaatst |
| Cynthia Bolingo                                                 | 400 m        | DNS        | DNS    | n.v.t.      | niet geplaatst | niet geplaatst | niet geplaatst | niet geplaatst |
| Elise Vanderelst                                                | 1500 m       | 4.05,63    | 9 q    | n.v.t.      | 4.04,86        | 11             | niet geplaatst | niet geplaatst |
| Anne Zagré                                                      | 100 m horden | 12,83 s    | 3 Q    | n.v.t.      | 12,78 s        | 8              | niet geplaatst | niet geplaatst |
| Hanne Claes                                                     | 400 m horden | 56,38 s    | 8      | n.v.t.      | niet geplaatst | niet geplaatst | niet geplaatst | niet geplaatst |
| Paulien Couckuyt                                                | 400 m horden | 54,90 s NR | 3 Q    | n.v.t.      | 54,47 s NR     | 3              | niet geplaatst | niet geplaatst |
| Hanne Verbruggen                                                | marathon     | n.v.t.     | n.v.t. | n.v.t.      | n.v.t.         | n.v.t.         | 2:38.03        | 49             |
| Mieke Gorissen                                                  | marathon     | n.v.t.     | n.v.t. | n.v.t.      | n.v.t.         | n.v.t.         | 2:34.24        | 28             |
| Naomi Van Den Broeck Imke Vervaet Paulien Couckuyt Camille Laus | 4x400 m      | 3.24,08 NR | 3 Q    | n.v.t.      | n.v.t.         | n.v.t.         | 3:23.96 NR     | 7              |

Technische nummers
| atlete      | onderdeel            | kwalificaties | kwalificaties | finale         | finale         |
| atlete      | onderdeel            | afstand       | rang          | afstand        | rang           |
| ----------- | -------------------- | ------------- | ------------- | -------------- | -------------- |
| Fanny Smets | polsstokhoogspringen | 4,25 m        | 14            | niet geplaatst | niet geplaatst |

Meerkamp
| atlete           | onderdeel | onderdeel | 100 h   | hs     | ks      | 200 m   | vs     | sw      | 800 m   | totaal | rang |
| ---------------- | --------- | --------- | ------- | ------ | ------- | ------- | ------ | ------- | ------- | ------ | ---- |
| Nafissatou Thiam | zevenkamp | res.      | 13,54 s | 1,92 m | 14,82 m | 24,90 s | 6,60 m | 54,68 m | 2.15,98 | 6791 p | Goud |
| Nafissatou Thiam | zevenkamp | pnt.      | 1044    | 1132   | 849     | 896     | 1040   | 951     | 879     | 6791 p | Goud |
| Noor Vidts       | zevenkamp | res.      | 13,17 s | 1,83 m | 14,33 m | 23,70 s | 6,32 m | 41,80 m | 2.09,05 | 6571   | 4    |
| Noor Vidts       | zevenkamp | pnt.      | 1099    | 1016   | 816     | 1010    | 949    | 702     | 979     | 6571   | 4    |

Gemengd
| atleet                                                                               | onderdeel | series     | series | kwartfinale | kwartfinale | halve finale | halve finale | finale     | finale |
| atleet                                                                               | onderdeel | tijd       | rang   | tijd        | rang        | tijd         | rang         | tijd       | rang   |
| ------------------------------------------------------------------------------------ | --------- | ---------- | ------ | ----------- | ----------- | ------------ | ------------ | ---------- | ------ |
| Alexander Doom* Jonathan Borlée* Imke Vervaet Camille Laus Dylan Borlée Kevin Borlée | 4×400 m   | 3.12,75 NR | 3 Q    | n.v.t.      | n.v.t.      | n.v.t.       | n.v.t.       | 3.11,51 NR | 5      |

- niet in finale

### Badminton
Vrouwen
| atlete     | onderdeel | groepsfase                | groepsfase                   | groepsfase           | groepsfase | eliminatie           | kwartfinale          | halve finale         | finale / BM          | finale / BM |
| atlete     | onderdeel | tegenstander uitslag      | tegenstander uitslag         | tegenstander uitslag | rang       | tegenstander uitslag | tegenstander uitslag | tegenstander uitslag | tegenstander uitslag | rang        |
| ---------- | --------- | ------------------------- | ---------------------------- | -------------------- | ---------- | -------------------- | -------------------- | -------------------- | -------------------- | ----------- |
| Lianne Tan | enkelspel | T H Thuzar W (21–6, 21–8) | G M Tunjung V (11-21, 17-21) | n.v.t.               | 2          | niet geplaatst       | niet geplaatst       | niet geplaatst       | niet geplaatst       | 15          |

### Basketbal

#### 3x3
Mannen
| Olympiër                                                   | Discipline | Resultaat | Prestatie |
| ---------------------------------------------------------- | ---------- | --------- | --------- |
| Nick Celis Thierry Marien Rafael Bogaerts Thibaut Vervoort | 3x3        | 4e        | zie onder |

| Groep |                 |             |             |             |            |            |            |        |
| #     | Land            | Wedstrijden | Wedstrijden | Wedstrijden | Doelpunten | Doelpunten | Doelpunten | Punten |
| #     | Land            | GW          | W           | V           | V          | T          | Saldo      | Punten |
| 1     | Servië          | 7           | 7           | 0           | 138        | 91         | +47        | 14     |
| 2     | België          | 7           | 4           | 3           | 126        | 127        | -1         | 8      |
| 3     | Letland         | 7           | 4           | 3           | 133        | 129        | +4         | 8      |
| 4     | Nederland       | 7           | 4           | 3           | 132        | 129        | +3         | 8      |
| 5     | Russische ploeg | 7           | 3           | 4           | 116        | 125        | -9         | 6      |
| 6     | Japan           | 7           | 2           | 5           | 123        | 134        | -11        | 4      |
| 7     | Polen           | 7           | 2           | 5           | 120        | 130        | -10        | 4      |
| 8     | China           | 7           | 2           | 5           | 119        | 142        | -23        | 4      |

| Ronde          | Datum   | Lokale tijd | MEZT  | Land    | Score   | Land            |
| -------------- | ------- | ----------- | ----- | ------- | ------- | --------------- |
| groepsfase     | 24 juli | 18:40       | 11:40 | België  | 21 - 20 | Letland         |
| groepsfase     | 24 juli | 22:25       | 15:25 | Japan   | 18 - 16 | België          |
| groepsfase     | 25 juli | 11:35       | 04:35 | België  | 21 - 16 | Russische ploeg |
| groepsfase     | 25 juli | 15:25       | 08:25 | Servië  | 21 - 14 | België          |
| groepsfase     | 26 juli | 11:35       | 04:35 | China   | 21 - 20 | België          |
| groepsfase     | 26 juli | 18:40       | 11:40 | België  | 18 - 17 | Nederland       |
| groepsfase     | 27 juli | 14:40       | 07:40 | België  | 16 - 14 | Polen           |
|                |         |             |       |         |         |                 |
| kwartfinale    | bye     | bye         | bye   | bye     | bye     | bye             |
|                |         |             |       |         |         |                 |
| halve finale   | 28 juli | 18:40       | 11:40 | Letland | 21 - 8  | België          |
|                |         |             |       |         |         |                 |
| bronzen finale | 28 juli | 21:15       | 14:15 | België  | 21 - 10 | België          |

#### Team
Vrouwen
| Olympiër | Discipline | Resultaat | Prestatie |
| --- | ---------- | --------- | --------- |
| Belgian Cats: Ann Wauters Antonia Delaere Billie Massey Emma Meesseman Hanne Mestdagh Heleen Nauwelaers Jana Raman Julie Allemand Julie Vanloo Kim Mestdagh Kyara Linskens Marjorie Carpréaux | team       | 7e        | zie onder |

| Groep |             |             |             |             |             |            |            |            |        |
| #     | Land        | Wedstrijden | Wedstrijden | Wedstrijden | Wedstrijden | Doelpunten | Doelpunten | Doelpunten | Punten |
| #     | Land        | GW          | W           | G           | V           | V          | T          | Saldo      | Punten |
| 1     | China       | 3           | 3           | 0           | 0           | 247        | 191        | +56        | 6      |
| 2     | België      | 3           | 2           | 0           | 1           | 234        | 196        | +38        | 5      |
| 3     | Australië   | 3           | 1           | 0           | 2           | 240        | 230        | +10        | 4      |
| 4     | Puerto Rico | 3           | 0           | 0           | 3           | 176        | 280        | -104       | 3      |

| Ronde           | Datum           | Lokale tijd    | MEZT           | Land           | Score          | Land           |  |
| --------------- | --------------- | -------------- | -------------- | -------------- | -------------- | -------------- |  |
| groepsfase      |                 |                |                |                |                |                |  |
| 27 juli 2021    | 17:20           | 10:20          | Australië      | 70 - 85        | België         |                |  |
| 30 juli 2021    | 10:00           | 01:00          | België         | 87 - 52        | Puerto Rico    |                |  |
| 2 augustus 2021 | 17:20           | 10:20          | China          | 74 - 62        | België         |                |  |
|                 |                 |                |                |                |                |                |  |
| kwartfinale     | 4 augustus 2021 | 17:20          | 10:20          | Japan          | 86 - 85        | België         |  |
|                 |                 |                |                |                |                |                |  |
| halve finale    | niet geplaatst  | niet geplaatst | niet geplaatst | niet geplaatst | niet geplaatst | niet geplaatst |  |
|                 |                 |                |                |                |                |                |  |
| finale          | niet geplaatst  | niet geplaatst | niet geplaatst | niet geplaatst | niet geplaatst | niet geplaatst |  |

Na afloop van het olympisch basketbaltoernooi werd een All-star Five (Team van het toernooi) opgemaakt. Emma Meesseman kreeg hierbij een individuele bekroning als topscoorder van het toernooi.

### Boogschieten
Mannen
| atleet         | onderdeel   | plaatsingsronde | plaatsingsronde | eerste ronde         | tweede ronde         | derde ronde          | kwartfinale          | halve finale         | finale / BM          | finale / BM |
| atleet         | onderdeel   | score           | rang            | tegenstander uitslag | tegenstander uitslag | tegenstander uitslag | tegenstander uitslag | tegenstander uitslag | tegenstander uitslag | rang        |
| -------------- | ----------- | --------------- | --------------- | -------------------- | -------------------- | -------------------- | -------------------- | -------------------- | -------------------- | ----------- |
| Jarno De Smedt | individueel | 650             | 43              | Y Kawata W 6 – 2     | Li J V 5 – 6         | niet geplaatst       | niet geplaatst       | niet geplaatst       | niet geplaatst       | 17          |

### Gewichtheffen
Vrouwen
| atlete              | onderdeel | trekken | trekken | stoten | stoten | totaal | rang |
| atlete              | onderdeel | score   | rang    | score  | rang   | totaal | rang |
| ------------------- | --------- | ------- | ------- | ------ | ------ | ------ | ---- |
| Nina Sterckx        | -49 kg    | 81      | 6       | 99     | 5      | 180    | 5    |
| Anna Van Bellinghen | +87 kg    | 96      | 10      | 123    | 10     | 219    | 11   |

### Golf
Mannen
| atleet         | onderdeel | eerste ronde | tweede ronde | derde ronde | vierde ronde | totaal | totaal | totaal |
| atleet         | onderdeel | score        | score        | score       | score        | score  | par    | rang   |
| -------------- | --------- | ------------ | ------------ | ----------- | ------------ | ------ | ------ | ------ |
| Thomas Detry   | mannen    | 70           | 67           | 68          | 69           | 274    | -10    | 22     |
| Thomas Pieters | mannen    | 65           | 76           | 64          | 68           | 273    | -11    | 16     |

Vrouwen
| atlete        | onderdeel | eerste ronde | tweede ronde | derde ronde | vierde ronde | totaal | totaal | totaal |
| atlete        | onderdeel | score        | score        | score       | score        | score  | par    | rang   |
| ------------- | --------- | ------------ | ------------ | ----------- | ------------ | ------ | ------ | ------ |
| Manon De Roey | vrouwen   | 71           | 67           | 74          | 74           | 286    | +2     | 46     |

### Gymnastiek

#### Turnen
Vrouwen
| atlete            | onderdeel | kwalificatie | kwalificatie | kwalificatie | kwalificatie | kwalificatie | kwalificatie | finale  | finale  | finale  | finale  | finale  | finale  |
| atlete            | onderdeel | toestel      | toestel      | toestel      | toestel      | totaal       | positie      | toestel | toestel | toestel | toestel | totaal  | positie |
| atlete            | onderdeel | sprong       | brug         | balk         | vloer        | totaal       | positie      | sprong  | brug    | balk    | vloer   | totaal  | positie |
| ----------------- | --------- | ------------ | ------------ | ------------ | ------------ | ------------ | ------------ | ------- | ------- | ------- | ------- | ------- | ------- |
| Nina Derwael      | team      | 13.566       | 15.366       | 13.766       | 13.566       | 56.598       | 7            | -       | 15.400  | 13.866  | 13.366  | n.v.t.  | n.v.t.  |
| Maellyse Brassart | team      | 12.766       | 13.366       | 13.333       | 12.766       | 52.931       | 35           | 14.033  | -       | 10.933  | -       | n.v.t.  | n.v.t.  |
| Jutta Verkest     | team      | 12.933       | 13.633       | 13.666       | 12.933       | 53.632       | 26           | 13.466  | 12.466  | 12.200  | 13.066  | n.v.t.  | n.v.t.  |
| Lisa Vaelen       | team      | 12.766       | 14.100       | 12.500       | 12.766       | 52.366       | 42           | 14.233  | 13.766  | -       | 12.900  | n.v.t.  | n.v.t.  |
| Totaal            | team      |              |              |              |              | 163.895      | 5            |         |         |         |         | 159.695 | 8       |

| Olympiër      | Onderdeel            | Resultaat | Prestatie |
| ------------- | -------------------- | --------- | --------- |
| Nina Derwael  | Meerkamp Individueel | 6         | 55.965    |
| Nina Derwael  | Brug                 | Goud      | 15.200    |
| Jutta Verkest | Meerkamp Individueel | 23        | 51.232    |

### Hockey
Mannen
| Olympiër | Onderdeel | Resultaat | Prestatie |
| --- | --------- | --------- | --------- |
| Red Lions: Tom Boon Gauthier Boccard Cédric Charlier Nicolas De Kerpel Félix Denayer Arthur De Sloover Sebastien Dockier John-John Dohmen Simon Gougnard Alexander Hendrickx Antoine Kina Loïck Luypaert Vincent Vanasch Florent van Aubel Arthur Van Doren Victor Wegnez Thomas Briels Augustin Meurmans Loïc Van Doren | mannen    | 1         | Goud      |

| Groep |                  |             |             |             |             |            |            |            |        |
| #     | Land             | Wedstrijden | Wedstrijden | Wedstrijden | Wedstrijden | Doelpunten | Doelpunten | Doelpunten | Punten |
| #     | Land             | GW          | W           | G           | V           | V          | T          | Saldo      | Punten |
| 1     | België           | 5           | 4           | 1           | 0           | 26         | 9          | 17         | 13     |
| 2     | Duitsland        | 5           | 3           | 0           | 2           | 19         | 10         | 9          | 9      |
| 3     | Groot-Brittannië | 5           | 2           | 2           | 1           | 11         | 11         | 0          | 8      |
| 4     | Nederland        | 5           | 2           | 1           | 2           | 13         | 13         | 0          | 7      |
| 5     | Zuid-Afrika      | 5           | 1           | 1           | 3           | 16         | 24         | -8         | 4      |
| 6     | Canada           | 5           | 0           | 1           | 4           | 9          | 27         | -18        | 1      |

| Ronde        | Datum           | Lokale tijd | MEZT      | Land      | Score            | Land   |  |
| ------------ | --------------- | ----------- | --------- | --------- | ---------------- | ------ |  |
| groepsfase   |                 |             |           |           |                  |        |  |
| 24 juli 2021 | 11:45           | 04:45       | Nederland | 1 - 3     | België           |        |  |
| 26 juli 2021 | 09:30           | 02:30       | Duitsland | 1 - 3     | België           |        |  |
| 27 juli 2021 | 18:30           | 11:30       | België    | 9 - 4     | Zuid-Afrika      |        |  |
| 29 juli 2021 | 10:00           | 03:00       | België    | 9 - 1     | Canada           |        |  |
| 30 juli 2021 | 21:15           | 14:15       | België    | 2 - 2     | Groot-Brittannië |        |  |
|              |                 |             |           |           |                  |        |  |
| kwartfinale  | 1 augustus 2021 | 18:30       | 11:30     | België    | 3 - 1            | Spanje |  |
|              |                 |             |           |           |                  |        |  |
| halve finale | 3 augustus 2021 | 10:30       | 03:30     | India     | 2 - 5            | België |  |
|              |                 |             |           |           |                  |        |  |
| finale       | 5 augustus 2021 | 19:00       | 12:00     | Australië | 1 - 1 (2 - 3)    | België |  |

### Judo
Mannen
| atleet            | onderdeel | eerste ronde         | tweede ronde         | derde ronde          | kwartfinale          | halve finale         | herkansing           | finale / BM             | finale / BM    |
| atleet            | onderdeel | tegenstander uitslag | tegenstander uitslag | tegenstander uitslag | tegenstander uitslag | tegenstander uitslag | tegenstander uitslag | tegenstander uitslag    | rang           |
| ----------------- | --------- | -------------------- | -------------------- | -------------------- | -------------------- | -------------------- | -------------------- | ----------------------- | -------------- |
| Jorre Verstraeten | −60 kg    | n.v.t.               | Plafky W 010–000     | Takato V 000–100     | niet geplaatst       | niet geplaatst       | niet geplaatst       | niet geplaatst          | niet geplaatst |
| Matthias Casse    | −81 kg    | n.v.t.               | Gandía W 011-001     | Pacek W 011-001      | Khubetsov W 010-000  | Nagase V 000-010     | n.v.t.               | Grigalashvili W 010-000 | Brons          |
| Toma Nikiforov    | −100 kg   | n.v.t.               | Buzacarini W 012-001 | Fonseca V 000-010    | niet geplaatst       | niet geplaatst       | niet geplaatst       | niet geplaatst          | niet geplaatst |

Vrouwen
| atlete             | onderdeel | eerste ronde         | tweede ronde         | derde ronde          | kwartfinale          | halve finale         | herkansing           | finale / BM          | finale / BM |
| atlete             | onderdeel | tegenstander uitslag | tegenstander uitslag | tegenstander uitslag | tegenstander uitslag | tegenstander uitslag | tegenstander uitslag | tegenstander uitslag | rang        |
| ------------------ | --------- | -------------------- | -------------------- | -------------------- | -------------------- | -------------------- | -------------------- | -------------------- | ----------- |
| Charline Van Snick | −52 kg    | n.v.t.               | Guica W 100-000      | Cohen W 010-000      | Giuffrida V 000-010  | niet geplaatst       | Giles V 000-010      | niet geplaatst       | 7           |

### Kanovaren
Mannen
Slalom
| atleet            | onderdeel  | series | series | series | series | series    | series | halve finale   | halve finale   | finale         | finale         |
| atleet            | onderdeel  | run 1  | rang   | run 2  | rang   | beste run | rang   | tijd           | rang           | tijd           | rang           |
| ----------------- | ---------- | ------ | ------ | ------ | ------ | --------- | ------ | -------------- | -------------- | -------------- | -------------- |
| Gabriel De Coster | K-1 slalom | 152,94 | 24     | 98,67  | 17     | 98,67     | 22     | niet geplaatst | niet geplaatst | niet geplaatst | niet geplaatst |

Sprint
| atleet        | onderdeel  | series   | series | kwartfinale | kwartfinale | halve finale | halve finale | finale   | finale |
| atleet        | onderdeel  | tijd     | rang   | tijd        | rang        | tijd         | rang         | tijd     | rang   |
| ------------- | ---------- | -------- | ------ | ----------- | ----------- | ------------ | ------------ | -------- | ------ |
| Artuur Peters | K-1 1000 m | 3.41,967 | 3 KF   | 3.45,712    | 1 HF        | 3.26,773     | 5 FB         | 3.26,781 | 10     |

Vrouwen
Sprint
| atlete                     | onderdeel | series   | series | kwartfinale | kwartfinale | halve finale | halve finale | finale   | finale |
| atlete                     | onderdeel | tijd     | rang   | tijd        | rang        | tijd         | rang         | tijd     | rang   |
| -------------------------- | --------- | -------- | ------ | ----------- | ----------- | ------------ | ------------ | -------- | ------ |
| Lize Broekx                | K-1 500 m | 1.52,476 | 7 KF   | 1.49,336    | 2 HF        | 1:54.489     | 5 FC         | 1:56.842 | 5      |
| Hermien Peters             | K-1 500 m | 1:47.959 | 1 HF   | bye         | bye         | 1:52.829     | 2 FA         | 1:53.716 | 6      |
| Hermien Peters Lize Broekx | K-2 500 m | 1.48,137 | 4 KF   | 1.47,649    | 1 HF        | 1.39,046     | 5 FA         | 1.38,475 | 9      |

Legenda: FA=finale A (medailles); FC=finale C (geen medailles); HF=halve finale KF=kwartfinale

### Paardensport

#### Dressuur
| ruiter                                        | paard                          | onderdeel   | Grand Prix | Grand Prix | Grand Prix Special | Grand Prix Special | Grand Prix Freestyle | Grand Prix Freestyle | totaal         | totaal         |
| ruiter                                        | paard                          | onderdeel   | score      | rang       | score              | rang               | technisch            | artistiek            | uitslag        | rang           |
| --------------------------------------------- | ------------------------------ | ----------- | ---------- | ---------- | ------------------ | ------------------ | -------------------- | -------------------- | -------------- | -------------- |
| Domien Michiels                               | Intermezzo van het Meerdaalhof | individueel | 70,202     | 28         | n.v.t.             | n.v.t.             | niet geplaatst       | niet geplaatst       | niet geplaatst | niet geplaatst |
| Larissa Pauluis                               | Flambeau                       | individueel | 67,251     | 42         | n.v.t.             | n.v.t.             | niet geplaatst       | niet geplaatst       | niet geplaatst | niet geplaatst |
| Laurence Roos                                 | Fil Rouge                      | individueel | 70,699     | 23         | n.v.t.             | n.v.t.             | niet geplaatst       | niet geplaatst       | niet geplaatst | niet geplaatst |
| Domien Michiels Larissa Pauluis Laurence Roos | zie hierboven                  | team        | 6702,5     | 10         | niet geplaatst     | niet geplaatst     | n.v.t.               | n.v.t.               | niet geplaatst | niet geplaatst |

#### Eventing
| ruiter             | paard            | onderdeel   | dressuur    | dressuur | cross-country                                | cross-country                                | cross-country                                | springen                                     | springen                                     | springen                                     | springen                                     | springen                                     | springen                                     | totaal                                       | totaal                                       |
| ruiter             | paard            | onderdeel   | dressuur    | dressuur | cross-country                                | cross-country                                | cross-country                                | kwalificatie                                 | kwalificatie                                 | kwalificatie                                 | finale                                       | finale                                       | finale                                       | totaal                                       | totaal                                       |
| ruiter             | paard            | onderdeel   | strafpunten | rang     | strafpunten                                  | totaal                                       | rang                                         | strafpunten                                  | totaal                                       | rang                                         | strafpunten                                  | totaal                                       | rang                                         | strafpunten                                  | rang                                         |
| ------------------ | ---------------- | ----------- | ----------- | -------- | -------------------------------------------- | -------------------------------------------- | -------------------------------------------- | -------------------------------------------- | -------------------------------------------- | -------------------------------------------- | -------------------------------------------- | -------------------------------------------- | -------------------------------------------- | -------------------------------------------- | -------------------------------------------- |
| Lara de Liedekerke | Alpaga d'Arville | individueel | 37,20       | 48       | opgave wegens kleine blessure bij het paard. | opgave wegens kleine blessure bij het paard. | opgave wegens kleine blessure bij het paard. | opgave wegens kleine blessure bij het paard. | opgave wegens kleine blessure bij het paard. | opgave wegens kleine blessure bij het paard. | opgave wegens kleine blessure bij het paard. | opgave wegens kleine blessure bij het paard. | opgave wegens kleine blessure bij het paard. | opgave wegens kleine blessure bij het paard. | opgave wegens kleine blessure bij het paard. |

#### Springen
| ruiter           | paard             | onderdeel   | kwalificatie | kwalificatie | finale      | finale | totaal      | totaal |
| ruiter           | paard             | onderdeel   | strafpunten  | rang         | strafpunten | rang   | strafpunten | rang   |
| ---------------- | ----------------- | ----------- | ------------ | ------------ | ----------- | ------ | ----------- | ------ |
| Niels Bruynseels | Delux van D&L     | individueel | 0            | 1            | EL          | EL     |             |        |
| Jérôme Guery     | Quel Homme de Hus | individueel | 0            | 1            | 7           | 14     |             |        |
| Grégory Wathelet | Nevadoss          | individueel | 0            | 1            | 4           | 9      |             |        |
| Pieter Devos     | Claire Z          | team        | 4            | 2            | 12          | Brons  |             |        |
| Jérôme Guery     | zie hierboven     | team        | 4            | 2            | 12          | Brons  |             |        |
| Grégory Wathelet | zie hierboven     | team        | 4            | 2            | 12          | Brons  |             |        |

### Roeien
Mannen
| atleet                       | onderdeel          | series  | series | herkansingen | herkansingen | kwartfinale | kwartfinale | halve finale | halve finale | finale  | finale |
| atleet                       | onderdeel          | tijd    | rang   | tijd         | rang         | tijd        | rang        | tijd         | rang         | tijd    | rang   |
| ---------------------------- | ------------------ | ------- | ------ | ------------ | ------------ | ----------- | ----------- | ------------ | ------------ | ------- | ------ |
| Niels Van Zandweghe Tim Brys | lichte dubbel-twee | 6.26,51 | 2 HA/B | n.v.t.       | n.v.t.       | n.v.t.      | n.v.t.      | 6.13,07      | 3 FA         | 6.18,10 | 5      |

Legenda: FA=finale A (medailles); FB=finale B (geen medailles); FC=finale C (geen medailles); FD=finale D (geen medailles); FE=finale E (geen medailles); FF=finale F (geen medailles); HA/B=halve finale A/B; HC/D=halve finale C/D; HE/F=halve finale E/F; KF=kwartfinale; H=herkansing

### Schietsport
Vrouwen
| atlete      | onderdeel        | kwalificaties | kwalificaties | finale         | finale         |
| atlete      | onderdeel        | punten        | rang          | punten         | rang           |
| ----------- | ---------------- | ------------- | ------------- | -------------- | -------------- |
| Jessie Kaps | 10 m luchtgeweer | 623,4         | 27            | niet geplaatst | niet geplaatst |

### Skateboarden
Vrouwen
| atlete         | onderdeel | kwalificaties | kwalificaties | finale         | finale         |
| atlete         | onderdeel | punten        | rang          | punten         | rang           |
| -------------- | --------- | ------------- | ------------- | -------------- | -------------- |
| Lore Bruggeman | street    | 9,27          | 11            | niet geplaatst | niet geplaatst |

Mannen
| atlete           | onderdeel | kwalificaties | kwalificaties | finale         | finale         |
| atlete           | onderdeel | punten        | rang          | punten         | rang           |
| ---------------- | --------- | ------------- | ------------- | -------------- | -------------- |
| Axel Cruysberghs | street    | 24,81         | 14            | niet geplaatst | niet geplaatst |

### Taekwondo
Mannen
| atleet       | onderdeel | eerste ronde         | kwartfinale          | halve finale         | herkansing           | finale / BM          | finale / BM    |
| atleet       | onderdeel | tegenstander uitslag | tegenstander uitslag | tegenstander uitslag | tegenstander uitslag | tegenstander uitslag | rang           |
| ------------ | --------- | -------------------- | -------------------- | -------------------- | -------------------- | -------------------- | -------------- |
| Jaouad Achab | -68 kg    | Pie V 11-18          | niet geplaatst       | niet geplaatst       | niet geplaatst       | niet geplaatst       | niet geplaatst |

### Tennis
Mannen
| atleet                     | onderdeel  | eerste ronde         | tweede ronde              | derde ronde          | kwartfinale          | halve finale         | finale / BM          | finale / BM    |                |
| atleet                     | onderdeel  | tegenstander uitslag | tegenstander uitslag      | tegenstander uitslag | tegenstander uitslag | tegenstander uitslag | tegenstander uitslag | rang           |                |
| -------------------------- | ---------- | -------------------- | ------------------------- | -------------------- | -------------------- | -------------------- | -------------------- | -------------- | -------------- |
| Sander Gillé Joran Vliegen | dubbelspel | n.v.t.               | Koolhof / Rojer V 3-6 6-7 | niet geplaatst       | niet geplaatst       | niet geplaatst       | niet geplaatst       | niet geplaatst | niet geplaatst |

Vrouwen
| atlete                            | onderdeel  | eerste ronde              | tweede ronde                | derde ronde          | kwartfinale          | halve finale         | finale / BM          | finale / BM    |                |
| atlete                            | onderdeel  | tegenstander uitslag      | tegenstander uitslag        | tegenstander uitslag | tegenstander uitslag | tegenstander uitslag | tegenstander uitslag | rang           |                |
| --------------------------------- | ---------- | ------------------------- | --------------------------- | -------------------- | -------------------- | -------------------- | -------------------- | -------------- | -------------- |
| Elise Mertens                     | enkelspel  | Alexandrova V 6-4 4-6 4-6 | niet geplaatst              | niet geplaatst       | niet geplaatst       | niet geplaatst       | niet geplaatst       | niet geplaatst |                |
| Alison Van Uytvanck               | enkelspel  | Jorović W 6-3 6-2         | Kvitová W 5-7 6-3 6-0       | Muguruza V 4-6 1-6   | niet geplaatst       | niet geplaatst       | niet geplaatst       | niet geplaatst |                |
| Elise Mertens Alison Van Uytvanck | dubbelspel | n.v.t.                    | Muguruza / Suárez V 3-6 6-7 | niet geplaatst       | niet geplaatst       | niet geplaatst       | niet geplaatst       | niet geplaatst | niet geplaatst |

### Triatlon
Jelle Geens kon door een coronabesmetting niet deelnemen aan de individiuele proef.
Individueel
| Atleet             | Evenement | Zwemmen(1.5 km) | Rang 1 | Fietsen (40 km) | Rang 2 | Lopen(10 km) | Totaal Tijd | Ranking |
| ------------------ | --------- | --------------- | ------ | --------------- | ------ | ------------ | ----------- | ------- |
| Marten Van Riel    | Mannen    | 17:45           | 6      | 56:37           | 10     | 30:21        | 1:45:52     | 4       |
| Valerie Barthelemy | Vrouwen   | 19:18           | 17     | 1:03:07         | 7      | 35:12        | 1:58:49     | 10      |
| Claire Michel      | Vrouwen   | 19:40           | 27     | 1:06:34         | 29     | 43:37        | 2:11:05     | 34      |

Gemengd
| Atleet             | Evenement   | Zwemmen (250 m) | Rang 1 | Fietsen (7 km) | Rang 2 | Lopen (1.5 km) | Totaal Groeps tijd | Ranking |
| ------------------ | ----------- | --------------- | ------ | -------------- | ------ | -------------- | ------------------ | ------- |
| Claire Michel      | Mixed relay | 3:53            | 7      | 13:31          | 5      | 6:17           | 1:24:36            | 5       |
| Marten Van Riel    | Mixed relay | 4:04            | 8      | 9:23           | 2      | 5:38           | 1:24:36            | 5       |
| Valerie Barthelemy | Mixed relay | 4:17            | 1      | 10:24          | 3      | 6:20           | 1:24:36            | 5       |
| Jelle Geens        | Mixed relay | 4:11            | 12     | 9:39           | 2      | 5:36           | 1:24:36            | 5       |

### Wielersport

#### Baanwielrennen
Mannen
Koppelkoers
| atleet          | onderdeel   | punten | rondes | rang |
| --------------- | ----------- | ------ | ------ | ---- |
| Kenny De Ketele | koppelkoers | 31     | 200    | 4    |
| Robbe Ghys      | koppelkoers | 31     | 200    | 4    |

Omnium
| atleet          | onderdeel | scratchrace | scratchrace | temporace | temporace | afvalrace | afvalrace | puntenrace | puntenrace | totaal punten | rang |
| atleet          | onderdeel | rang        | punten      | rang      | punten    | rang      | punten    | rang       | punten     | totaal punten | rang |
| --------------- | --------- | ----------- | ----------- | --------- | --------- | --------- | --------- | ---------- | ---------- | ------------- | ---- |
| Kenny De Ketele | omnium    | 11          | 20          | 7         | 48        | 10        | 70        | 13         | 70         | 70            | 13   |

Vrouwen
Koppelkoers
| atlete         | onderdeel   | punten | rondes | rang |
| -------------- | ----------- | ------ | ------ | ---- |
| Jolien D'hoore | koppelkoers | -18    | 120    | 10   |
| Lotte Kopecky  | koppelkoers | -18    | 120    | 10   |

Omnium
| atlete        | onderdeel | scratchrace | scratchrace | temporace | temporace | afvalrace                                                   | afvalrace                                                   | puntenrace                                                  | puntenrace                                                  | totaal punten                                               | rang                                                        |
| atlete        | onderdeel | rang        | punten      | rang      | punten    | rang                                                        | punten                                                      | rang                                                        | punten                                                      | totaal punten                                               | rang                                                        |
| ------------- | --------- | ----------- | ----------- | --------- | --------- | ----------------------------------------------------------- | ----------------------------------------------------------- | ----------------------------------------------------------- | ----------------------------------------------------------- | ----------------------------------------------------------- | ----------------------------------------------------------- |
| Lotte Kopecky | omnium    | 13          | 16          | DNF       | DNF       | stapte na de temporace uit de race na een val in de scratch | stapte na de temporace uit de race na een val in de scratch | stapte na de temporace uit de race na een val in de scratch | stapte na de temporace uit de race na een val in de scratch | stapte na de temporace uit de race na een val in de scratch | stapte na de temporace uit de race na een val in de scratch |

#### Wegwielrennen
Mannen
| atleet            | onderdeel    | tijd     | rang   |
| ----------------- | ------------ | -------- | ------ |
| Remco Evenepoel   | wegwedstrijd | 6:15:38  | 49     |
| Remco Evenepoel   | tijdrit      | 57.21,27 | 9      |
| Wout van Aert     | wegwedstrijd | 6:06.33  | Zilver |
| Wout van Aert     | tijdrit      | 56.44,72 | 6      |
| Tiesj Benoot      | wegwedstrijd | 6:16.53  | 58     |
| Greg Van Avermaet | wegwedstrijd | DNF      | DNF    |
| Mauri Vansevenant | wegwedstrijd | 6:21.46  | 77     |

Vrouwen
| atlete             | onderdeel    | tijd     | rang |
| ------------------ | ------------ | -------- | ---- |
| Julie Van de Velde | wegwedstrijd | 4:01.08  | 42   |
| Julie Van de Velde | tijdrit      | 34.23,49 | 19   |
| Lotte Kopecky      | wegwedstrijd | 3:54.24  | 4    |
| Valerie Demey      | wegwedstrijd | DNF      | DNF  |

#### BMX
Vrouwen
Race
| atlete       | onderdeel | plaatsingsronde | plaatsingsronde | kwartfinale | kwartfinale | halve finale | halve finale | finale         | finale         |
| atlete       | onderdeel | tijd            | rang            | punten      | rang        | punten       | rang         | tijd           | rang           |
| ------------ | --------- | --------------- | --------------- | ----------- | ----------- | ------------ | ------------ | -------------- | -------------- |
| Elke Vanhoof | race      | n.v.t.          | n.v.t.          | 12          | 4           | 16           | 6            | niet geplaatst | niet geplaatst |

#### Mountainbike
Mannen
| atleet          | onderdeel    | tijd    | rang |
| --------------- | ------------ | ------- | ---- |
| Jens Schuermans | mountainbike | 1:29:07 | 18   |

Vrouwen
| atlete         | onderdeel    | tijd    | rang |
| -------------- | ------------ | ------- | ---- |
| Githa Michiels | mountainbike | -2 laps | 33   |

### Zeilen
De eerste Belgische zeiler kwalificeerde zich voor de Olympische Zomerspelen 2020 tijdens de wereldkampioenschappen zeilen, die in augustus 2018 plaatsvonden in Aarhus, Denemarken. Op dit toernooi dwong België één quotaplaats voor de Spelen af in de klasse Laser Radial. Emma Plasschaert werd op het Deense water wereldkampioene in de Laser Radial-klasse door de Nederlandse Marit Bouwmeester in de medaillerace te verslaan.
Mannen
| atlete          | onderdeel | race | race | race | race | race | race | race | race | race | race | race   | race   | race           | netto punten | eindnotering |
| atlete          | onderdeel | 1    | 2    | 3    | 4    | 5    | 6    | 7    | 8    | 9    | 10   | 11     | 12     | M              | netto punten | eindnotering |
| --------------- | --------- | ---- | ---- | ---- | ---- | ---- | ---- | ---- | ---- | ---- | ---- | ------ | ------ | -------------- | ------------ | ------------ |
| Wannes Van Laer | Laser     | 33   | 25   | 20   | 27   | 28   | 29   | 28   | 26   | 27   | 27   | n.v.t. | n.v.t. | niet geplaatst | 180          | 27           |

Vrouwen
| atlete                       | onderdeel    | race | race | race | race | race | race | race | race | race | race | race   | race   | race           | netto punten | eindnotering |
| atlete                       | onderdeel    | 1    | 2    | 3    | 4    | 5    | 6    | 7    | 8    | 9    | 10   | 11     | 12     | M              | netto punten | eindnotering |
| ---------------------------- | ------------ | ---- | ---- | ---- | ---- | ---- | ---- | ---- | ---- | ---- | ---- | ------ | ------ | -------------- | ------------ | ------------ |
| Emma Plasschaert             | Laser Radial | 10   | 17   | 11   | 8    | 6    | 5    | 4    | 4    | 17   | 21   | n.v.t. | n.v.t. | 2              | 87           | 4            |
| Anouk Geurts Isaura Maenhaut | 49erFX       | 17   | 3    | 4    | 14   | 22   | 22   | 2    | 16   | 15   | 10   | 9      | 9      | niet geplaatst | 121          | 14           |

### Zwemmen
Mannen
| atleet        | onderdeel         | series  | series | halve finale   | halve finale   | finale         | finale         |
| atleet        | onderdeel         | tijd    | rang   | tijd           | rang           | tijd           | rang           |
| ------------- | ----------------- | ------- | ------ | -------------- | -------------- | -------------- | -------------- |
| Louis Croenen | 100 m vlinderslag | 52,23   | 28     | niet geplaatst | niet geplaatst | niet geplaatst | niet geplaatst |
| Louis Croenen | 200 m vlinderslag | 1.55,78 | 14 Q   | 1.56,67        | 16             | niet geplaatst | niet geplaatst |

Vrouwen
| atlete         | onderdeel        | series  | series | halve finale   | halve finale   | finale         | finale         |
| atlete         | onderdeel        | tijd    | rang   | tijd           | rang           | tijd           | rang           |
| -------------- | ---------------- | ------- | ------ | -------------- | -------------- | -------------- | -------------- |
| Fanny Lecluyse | 100 m schoolslag | 1.07,93 | 26     | niet geplaatst | niet geplaatst | niet geplaatst | niet geplaatst |
| Fanny Lecluyse | 200 m schoolslag | 2.23,42 | 5 Q    | 2.23,73        | 5 Q            | 2.24,57        | 8              |